# Blonde (pel·lícula de 2022)
Blonde és una pel·lícula biogràfica estatunidenca de drama psicològic de 2022 escrita i dirigida per Andrew Dominik. Adaptada de la novel·la de ficció biogràfica homònima de Joyce Carol Oates de l'any 2000, la pel·lícula és una versió ficcionada de la vida de l'actriu Marilyn Monroe, interpretada per Ana de Armas. Adrien Brody, Bobby Cannavale, Xavier Samuel i Julianne Nicholson també apareixen en papers secundaris. Juntament amb les variacions en la relació d'aspecte, la majoria de la pel·lícula es va rodar en blanc i negre; les altres parts són en color. S'ha subtitulat al català.
Dede Gardner, Jeremy Kleiner, Tracey Landon, Brad Pitt i Scott Robertson són els productors de la pel·lícula, que, després d'un llarg període de desenvolupament que va començar el 2010, va començar la producció a Los Angeles l'agost de 2019. La producció va acabar el juliol de 2021, arran de la pandèmia de la COVID-19 el 2020.
Blonde es va estrenar en el 79é Festival de Cinema de Venècia el 8 de setembre de 2022 i va tindre una estrena limitada a cinemes el 16 de setembre de 2022, abans de la seua estrena el 28 de setembre de 2022 a Netflix. Està classificada NC-17 pel seu contingut sexual gràfic i serà la primera pel·lícula amb aquesta classificació que es publicarà mitjançant un servei de streaming.
La pel·lícula va rebre crítiques generalment positives per part de la crítica, que van elogiar l'actuació de De Armas, però es van polaritzar pel guió i la direcció de Dominik.

## Argument
Després d'una infància traumàtica, Norma Jeane Mortenson es converteix en actriu al Hollywood dels anys 50 i principis dels 60. Esdevé mundialment famosa amb el nom artístic de "Marilyn Monroe", però les seues aparicions a la pantalla estan en fort contrast amb els problemes amorosos, l'explotació, l'abús de poder i l'addicció a les drogues als quals s'enfronta en la seua vida privada.

## Repartiment
- Ana de Armas com a Norma Jeane Mortenson / Marilyn Monroe
  - Lily Fisher com Norma Jeane Mortenson en la seua infantesa
- Adrien Brody com a Arthur Miller, reconegut dramaturg i segon marit de Norma
- Bobby Cannavale com a Joe DiMaggio, antic jugador de baseball dels New York Yankees i tercer marit de Norma
- Xavier Samuel com a Charles Chaplin Jr., fill de l'actor Charlie Chaplin
- Julianne Nicholson com a Gladys Pearl Baker, la mare de Norma
- Caspar Phillipson com a John F. Kennedy, president dels Estats Units
- Toby Huss com a Allan "Whitey" Snyder, maquilladora personal de Norma
- Sara Paxton com a Miss Flynn
- David Warshofsky com a Darryl F. Zanuck
- Evan Williams com a Edward G. Robinson Jr.
- Michael Masini com a Tony Curtis
- Luke Whoriskey com a James Dean
- Spencer Garrett com a President's Pimp
- Rebecca Wisocky com a Yvet
- Ned Bellamy com a Doc Fell
- Eric Matheny com a Joseph Cotten
- Catherine Dent com a Jean
- Haley Webb com a Brooke
- Eden Riegel com a Esther
- Patrick Brennan com a Joe
- Garret Dillahunt (sense acreditar)
- Scoot McNairy com a Tommy Ewell
- Lucy DeVito com a neboda de DiMaggio
- Chris Lemmon com a Jack Lemmon
- Dan Butler com a I.E. Shinn